# Ларнакский замок
Замок Ларнаки (греч. Κάστρο Λάρνακας) — средневековая османская крепость, основанная европейцами в XIV веке и перестроенная турками в 1625 году для охраны гавани Ларнаки (Республика Кипр). Замок находится на южной оконечности Променада Финикудес («Финиковый Променад»). В настоящее время в замке располагается исторический музей. 

## История

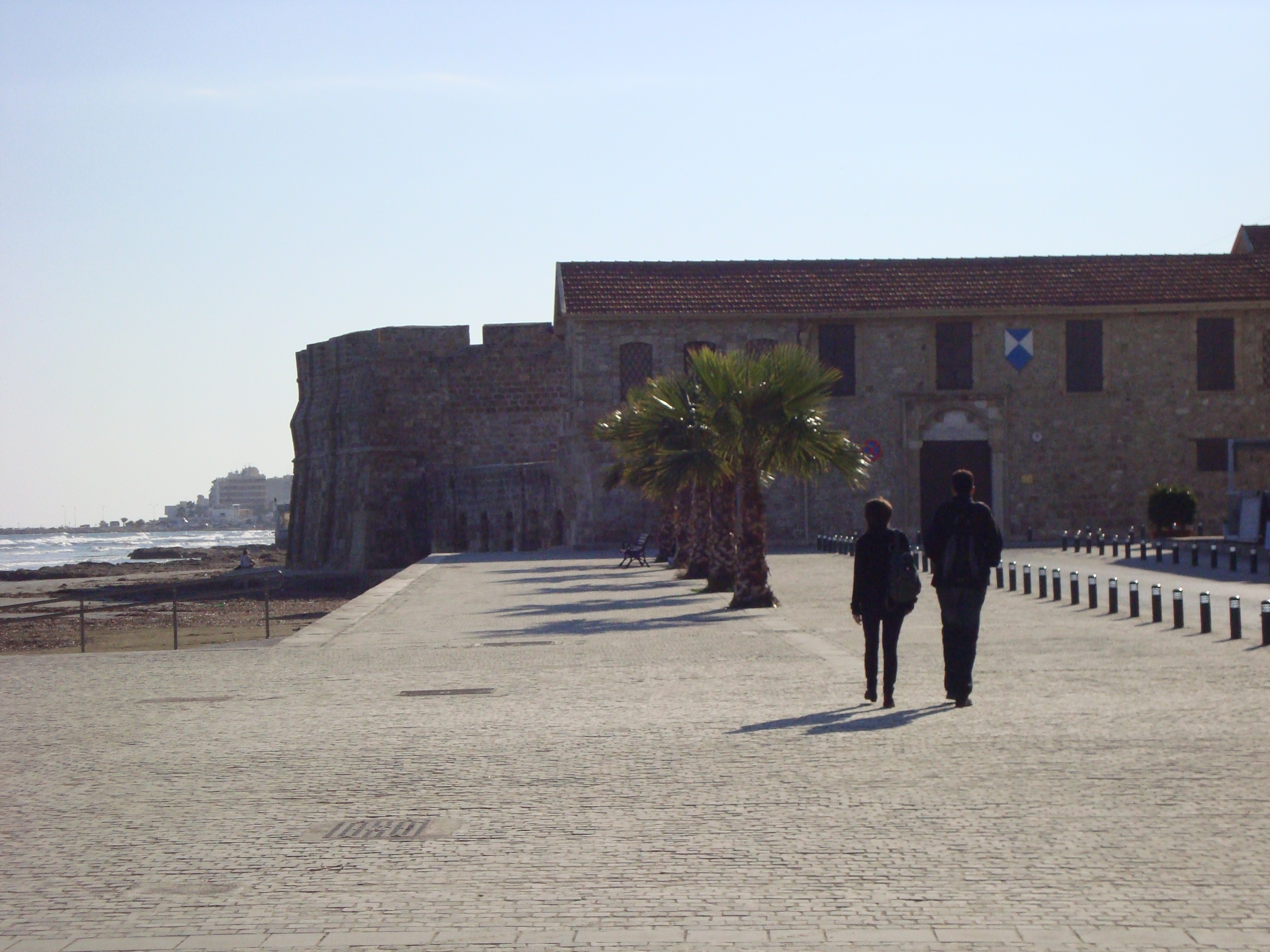
Бульвар Финикудес, упирающийся в замок

Согласно историческим свидетельствам, замок в гавани Ларнаки был возведён во времена правления кипрского короля Якова I де Лузиньяна (1382—1398). Крепость стала составной частью оборонительной системы южного побережья Кипра, простиравшейся от порта Фамагусты через мыс в районе Пилы и Лимасол до залива Акротири.
Замок служил для обороны морского порта Ларнаки и в период господства на острове венецианцев (1489—1571), а затем вместе со всем островом перешёл под власть Османской империи. За свою историю замок неоднократно перестраивался и реконструировался. В 1625 году турки восстановили почти полностью разрушившийся к тому времени замок (о чём свидетельствует табличка над входом в замок), после чего форт приобрёл современный вид, сочетающий в себе черты романской и османской архитектуры. Однако уже к XVIII веку форт был частично разрушен.
С приходом британцев в 1878 году замок был отремонтирован и передан под судебно-полицейские нужды: здесь находился полицейский участок, содержались задержанные и приводились в исполнение смертные приговоры через повешение. Вскоре после последней казни в Ларнакском форте в 1948 году, полицейский участок переехал на противоположную сторону бульвара Финикудес, а в помещениях замка был открыт исторический музей. Во время городских беспорядков 1963 года часть экспонатов музея была похищена или существенно повреждена.

## Описание

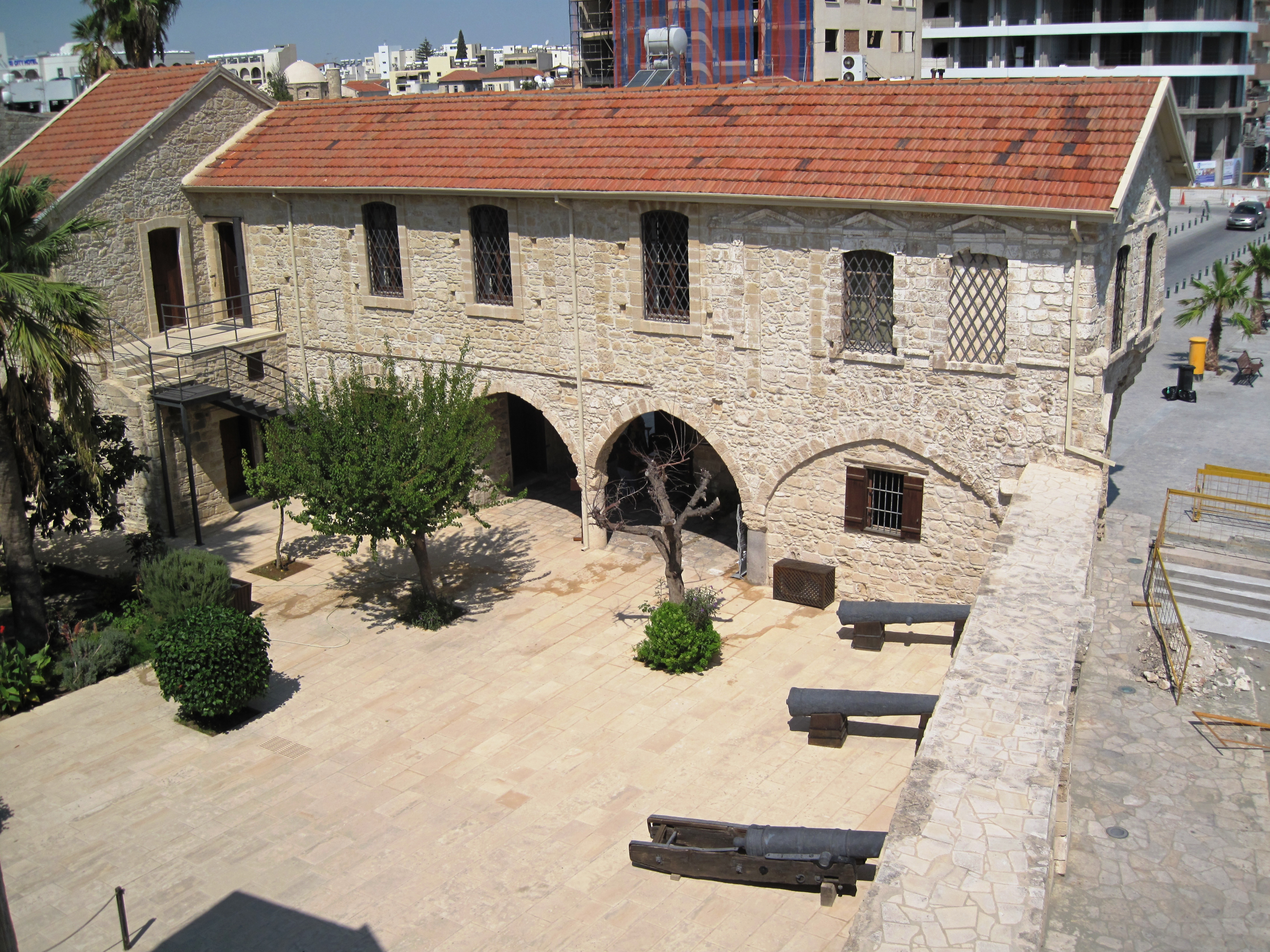
Внутренний двор замка и арочная галерея

Согласно археологическим исследованиям, первоначальный (лузиньянский) замок был значительно больше по размерам, чем отстроенный турками-османами в 1625 году: его территория простиралась дальше на север и юго-запад. От первоначальной постройки сохранились только арки в южной части замка и полукруглая апсида, вдоль которой стоят надгробные плиты XIV века, свезённые сюда из готических храмов Никосии.
В северной части замка сохранились два примыкающих двухэтажных здания в османском стиле, на первом этаже одного из которых находится арочная галерея, выполняющая функции внутреннего дворика и одновременно входа в замок. Помещение справа от входа было оборудовано британцами для казни осуждённых, для чего в помещении установлена виселица.
На втором этаже этого здания находится ларнакский исторический музей (Музей Средневековья), занимающий четыре комнаты, в котором хранятся экспонаты из ранних христианских базилик IV—VII веков. На стенах размещены фотографии фресок периода раннего христианства. Музей открыт для посещения семь дней в неделю.
В замке до сих пор на своих местах находятся пушки начала XX века фирмы Friedrich Krupp AG (хотя бойниц уже нет), главной функцией которых было салютовать входящим в гавань судам. Во внутреннем дворе замка в настоящее время регулярно проводятся концерты симфонической музыки и театральные фестивали.